# Ханс Бете
Ханс Албрехт Бете (Стразбур, 2. јул 1906 — Итака, Њујорк, 6. март 2005) био је немачко-амерички физичар јеврејског порекла. Његова бројна открића из области квантне електродинамике, физике чврстих тела, звездане нуклеосинтезе и астрофизике, пресудно су утицале на физику 20. века. Докторирао је физику на минхенском универзитету. Постдокторске студије завршио је на Кембриџу и у Риму. Доласком нациста на власт у Немачкој, Бете се 1933. године преселио у Уједињено Краљевство, где је радио као сарадник Универзитета у Манчестеру и Универзитета у Бристолу. 1935. године преселио се у САД где је обављао функцију професора на Колумбија Универзитету и Корнвел Универзитету. Током 1941. године постао је амерички држављанин и почасни члан Међународне Академије Наука. Године 1967, награђен је Нобеловом наградом за физику за рад на теорији нуклеосинтезе звезда.

## Менхетен пројекат и развој хидрогенске бомбе
Током Другог светског рата, Бете је био директор теоретског одсека националне лабораторије у Лос Аламосу, која је имала за циљ проналазак нуклеарног оружја. Након Другог светског рата, његови радови на пољу развоја хидрогенске бомбе, заједно за мађарско-америчким, односно пољско-америчким научником, јеврејског порекла, Едвардом Телером и Станиславом Уламом, допринели су изуму и успешном тестирању хидрогенске бомбе.

## Каснији радови
Открио је да је је разлог звездане нуклеосинтезе, термонуклеарна реакција у којој се водоник претвара у хелијум. 1967. године добио је Нобелову награду за физику. Његови радови на пољу упознавања неутрина и астрофизике, пресудно су утицали на многа модерна научна открића.

## Награде и признања
Бете је за живота и касније добио бројне почасти и награде. Постао је члан Америчке академије наука и уметности 1947, и те године је такође добио Хенри Дрејперову медаљу Националне академије наука. Награђен је Макс Планк медаљом 1955. године, Франклиновом медаљом 1959. године, Едингтоновом медаљом Краљевског астрономског друштва и Енрико Фермијевом наградом Комисије за атомску енергију Сједињених Држава 1961, Рамфордовом наградом 1963, Нобеловом наградом за физику 1967, Националном медаљом за науку 1975, Ерстедовом медаљом 1993, Брусовом медаљом 2001, и постхумно 2005, Бенџамин Франклиновом медаљом за изузетна достигнућа у науци Америчког филозофског друштва.
Бете је изабран за страног члана Краљевског друштва (ForMemRS) 1957. и одржао је 1993. Бакеријанско предавање у Краљевском друштву о механизму супернова. Године 1978. изабран је за члана Немачке академије наука Леополдина.
Корнел је назвао трећи од пет нових резиденцијалних колеџа, од којих је сваки назван по угледном бившем члану Kорнел наставног особља, као Ханс Бетеова кућа по њему. Слично томе је по њему назван Ханс Бете центар, у Вашингтону, дом Савета за одржив свет, где је Бете био дугогодишњи члан одбора, као и Бетеов центар за теоријску физику на Универзитету Бона у Немачкој. По њему је назван астероид, 30828 Бете, који је откривен 1990. године. По њему је названа и награда Америчког физичког друштва Ханс Бетеова награда.

## Озабране публикације
- Bethe, H. A. "Theory of High Frequency Rectification by Silicon Crystals", Massachusetts Institute of Technology (MIT) Radiation Laboratory, United States Department of Energy (through predecessor agency the Atomic Energy Commission), (October 29, 1942).
- Bethe, H. A. "Theoretical Estimate of Maximum Possible Nuclear Explosion", Knolls Atomic Power Laboratory-Schenectady, N.Y., United States Department of Energy (through predecessor agency the Atomic Energy Commission), (January 31, 1950).
- Bethe, H. A.; Rajaraman, R. "Three-body Problem in Nuclear Matter", University of Southern California-Los Angeles, United States Department of Energy (through predecessor agency the Atomic Energy Commission), (1967).
- Bethe, H. A. "Note on Inverse Bremsstrahlung in a Strong Electromagnetic Field", Los Alamos National Laboratory (LANL), United States Department of Energy (through predecessor agency the Atomic Energy Commission), (September 1972).
- Bethe, H. A. "Pauli Principle and Pion Scattering", Los Alamos National Laboratory (LANL), United States Department of Energy (through predecessor agency the Atomic Energy Commission), (October 1972).
- Bethe, H. A. "Fusion Hybrid Reactor", Sandia National Laboratories, United States Department of Energy, (August 1981).